# Barranca (província)
Barranca é uma província do Peru localizada na região de Lima. Sua capital é a cidade de Barranca.

## Distritos
- Barranca
- Paramonga
- Pativilca
- Supe
- Supe Puerto